# Gare de Docelles – Cheniménil
Gare de Docelles - Cheniménil – przystanek kolejowy w miejscowości Docelles, w departamencie Wogezy, w regionie Grand Est, we Francji. Jest zarządzany przez SNCF i obsługiwany przez pociągi TER Lorraine. 

## Położenie
Znajduje się na linii Arches – Saint-Dié, na km 7,853 między stacjami Arches i Lépanges-sur-Vologne, na wysokości 377 m n.p.m.

## Linie kolejowe
- Linia Arches – Saint-Dié